# HD28355
HD28355 — хімічно пекулярна зоря спектрального класу A5, що має видиму зоряну величину в смузі V приблизно  5,0.
Вона  розташована на відстані близько 160,4 світлових років від Сонця.

## Фізичні характеристики
Зоря HD28355 обертається 
досить швидко 
навколо своєї осі. Проєкція її екваторіальної швидкості на промінь зору становить  Vsin(i)=105км/сек.